# Elsbeth
Elsbeth è una serie televisiva statunitense del 2024, ideata da Robert e Michelle King, secondo spin-off di The Good Wife (2009-2016) dopo The Good Fight (2017-2022).

## Trama
L'eccentrica avvocata Elsbeth Tascioni si trasferisce a New York per indagare su un sospetto caso di corruzione in un distretto di polizia. Avrà anche la possibilità di indagare sui casi di omicidio.

## Episodi
| Stagione         | Episodi | Prima TV originale | Prima TV Italia |
| ---------------- | ------- | ------------------ | --------------- |
| Prima stagione   | 10      | 2024               | 2025            |
| Seconda stagione | 20      | 2024-2025          | 2025            |

## Personaggi e interpreti

### Personaggi principali
- Elsbeth Tascioni, interpretata da Carrie Preston, doppiata da Francesca Fiorentini.
- Agente Kaya Blanke, interpretata da Carra Patterson, doppiata da Eva Padoan.
- Capitano C. W. Wagner, interpretato da Wendell Pierce, doppiato da Gianni Gaude (1ª st.) e da Lucio Saccone (2ª st.).

### Personaggi ricorrenti
- Detective Bobby Smullen, interpretato da Danny Mastrogiorgio, doppiato da Antonio Palumbo.
- Agente Fred Celetano, interpretato da Danny McCarthy, doppiato da Gianluca Machelli.
- Tenente Dave Noonan, interpretato da Fredric Lehne, doppiato da Pierluigi Astore.
- Detective Donnelly, interpretata da Molly Price, doppiata da Sabine Cerullo.
- Claudia Payne, interpretata da Gloria Reuben, doppiata da Irene Di Valmo.
- Detective Samantha Edwards, interpretata da Micaela Diamond, doppiata da Chiara Oliviero.
- Katricia, interpretata da Julie Ann Emery, doppiata da Selvaggia Quattrini.
- Tenente Steve Connor, interpretato da Daniel K. Isaac, doppiato da Emanuele Ruzza.
- Detective Buzz Fleming, interpretato da Daniel Oreskes, doppiato da Paolo Maria Scalondro.
- Teddy Tascioni, figlio di Elsbeth, interpretato da Ben Levi Ross, doppiato da Alessandro Campaiola.
- Giudice Milton Crawford, interpretato da Michael Emerson, doppiato da Mino Caprio.
- Dott. Cameron Clayden, interpretato da Sullivan Jones, doppiato da Carlo Cristofaro.
- Capitano Kershaw, interpretata da Jenn Colella, doppiata da Tatiana Dessi.

## Produzione
Nel gennaio 2023 è stato annunciato che la CBS aveva commissionato un episodio pilota per un secondo spin-off di The Good Wife, incentrato sul personaggio ricorrente di Elsbeth Tascioni, interpretata da Carrie Preston come nella serie originale. Le riprese del resto della stagione si sono svolte a New York tra il gennaio e l'aprile 2024.
Nell'aprile 2024 la serie è stata confermata per una seconda stagione, le cui riprese sono iniziate nel luglio 2024.
Nel febbraio 2025 la CBS ha confermato la serie per una terza stagione, il cui debutto è programmato per il 12 ottobre 2025.

## Distribuzione
Il primo episodio è stato mandato in onda sulla CBS il 29 febbraio 2024 e il resto degli episodi sono stati distribuiti settimanalmente tra il 4 aprile e il 23 maggio successivi.
In Italia la serie viene trasmessa in prima visione assoluta dal 1º febbraio 2025 su Rai 2.

## Accoglienza
L'aggregatore di recensioni Rotten Tomatoes riporta un indice di gradimento pari al 93% con un punteggio medio di 6,8 su 10 basato sul parere di 29 critici.